# Celaque Nemzeti Park
A Celaque Nemzeti Park Honduras egyik nemzeti parkja. Neve a lenka nyelvből származik, jelentése: vízdoboz. Az 1987 júliusában alapított parkot turisták belépődíj ellenében látogathatják.

## Elhelyezkedése
A 21 631 hektáros park, amelynek magterülete 10 754 hektár, az ország nyugati részén, Copán, Lempira és Ocotepeque megyék hármashatárán terül el. Közigazgatásilag öt község (Corquín, Las Flores, Gracias, San Manuel Colohete és Belén Gualcho) osztozik rajta, de a körülötte levő „hatászóna” további hat községre (Cucuyagua, San Pedro, Talgua, San Sebastián, San Marcos de Ciaquín és La Campa) terjed ki. A nagy területű köderdőket is magába foglaló parkban található Honduras legmagasabb hegye, a 2849 méter magas Cerro de las Minas. A legnépszerűbb túraútvonal a keleti oldalon található Graciasból vezet a csúcs felé, ezen egy vagy kétnapos túra során érhető el a hegytető, ahonnan letekintve még salvadori tájak is látszanak. A látogatóközponttól 5–6 órányi gyalogútra található a Los Naranjos tábor, ahol sátort verve az éjszakát is el lehet tölteni.
A terület kiemelkedően fontos szerepet játszik a környező települések vízellátásában is, védelmére ezért különös hangsúlyt próbálnak fektetni. A ködből a fákon élő növényekre kicsapódó, illetve az azokra eső formájában lehulló víz lassabban szivárog le, mint ha közvetlenül a földre esne, így az erózió kisebb, a talajba való beszivárgás nagyobb mértékű, ezáltal pedig több víz raktározódik a talajban, így a folyók vízhozama viszonylag kiegyenlített.

## Élővilág
Az országban honos hétféle fenyőfajból hat megtalálható itt: a Pinus tecunumani, a Pinus maximinoi, a Pinus pseudostrobus, a Pinus hartwegii, a mexikói fehérfenyő, valamint mind közül a leggyakoribb, a Pinus oocarpa. 1500 méter felett vegyes erdő jellemző, amelyben a tobozosok és a széleslevelűek keverednek. Ezen terület jellemző növényei az amerikai ámbrafa, valamint a Clethra és a Nectandra nemzetség fajai. 1800 méter fölött még nagyobb fajgazdagságú köderdők terülnek el. Az Oreopanax lempiranus nevű aráliaféle csak itt él.
17 emlősfaja közül legfontosabb az ocelot, a puma, az északi csupaszfarkú tatu és az endémikus a Cryptotis hondurensis nevű kisfülűcickány. Madárból 136 fajt figyeltek meg itt (ebből 26 költözőmadár), például a kvézál, a királykeselyű, a kihalás szélére sodródott Dendroica chrysoparia nevű újvilági poszátaféle és a szintén veszélyeztetett szurdokguán. Hat kétéltűfaja közül három (a Bolitoglossa celaque nevű tüdőtlenszalamandra-féle, valamint a Craugastor anciano és a Leptodactylus silvanimbus nevű béka) endémikus, 21 hüllőfaja közül említésre méltó a borzasztó csörgőkígyó, a zöld leguán és a közönséges óriáskígyó.

## Képek

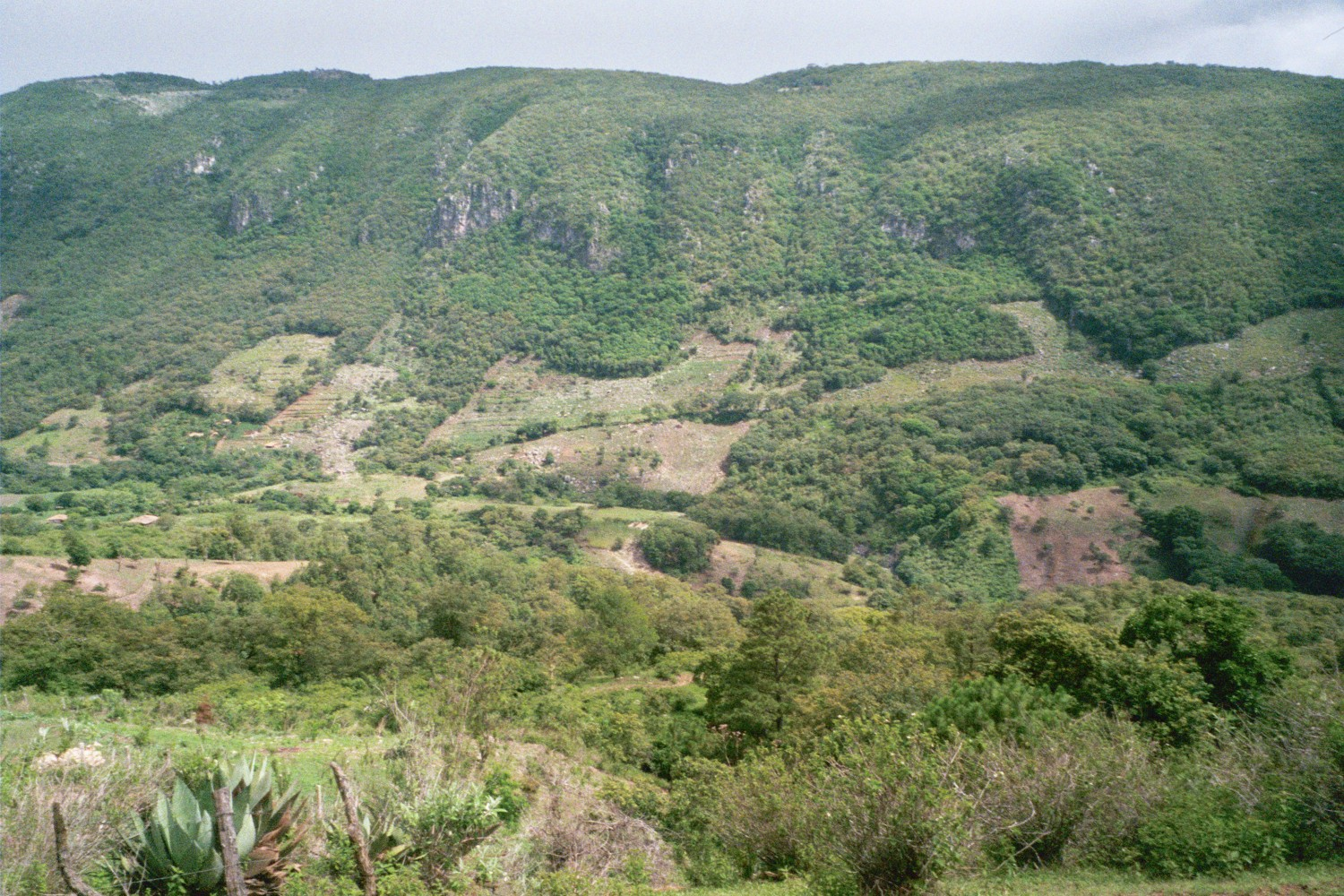
Tájkép
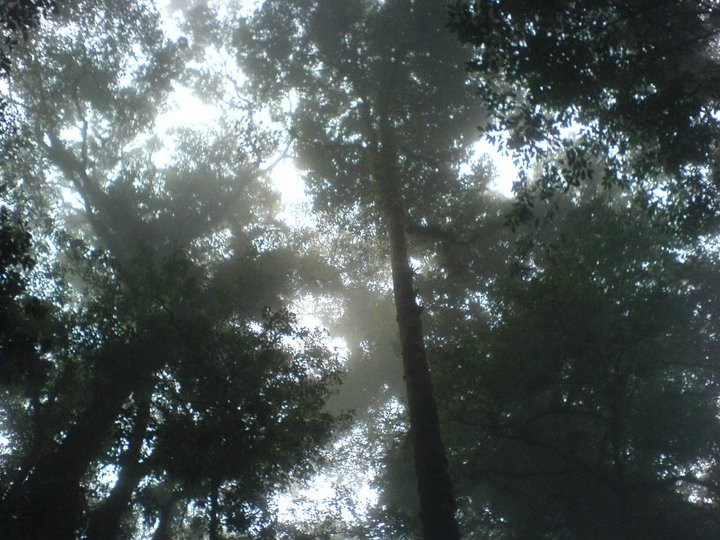
Köderdő
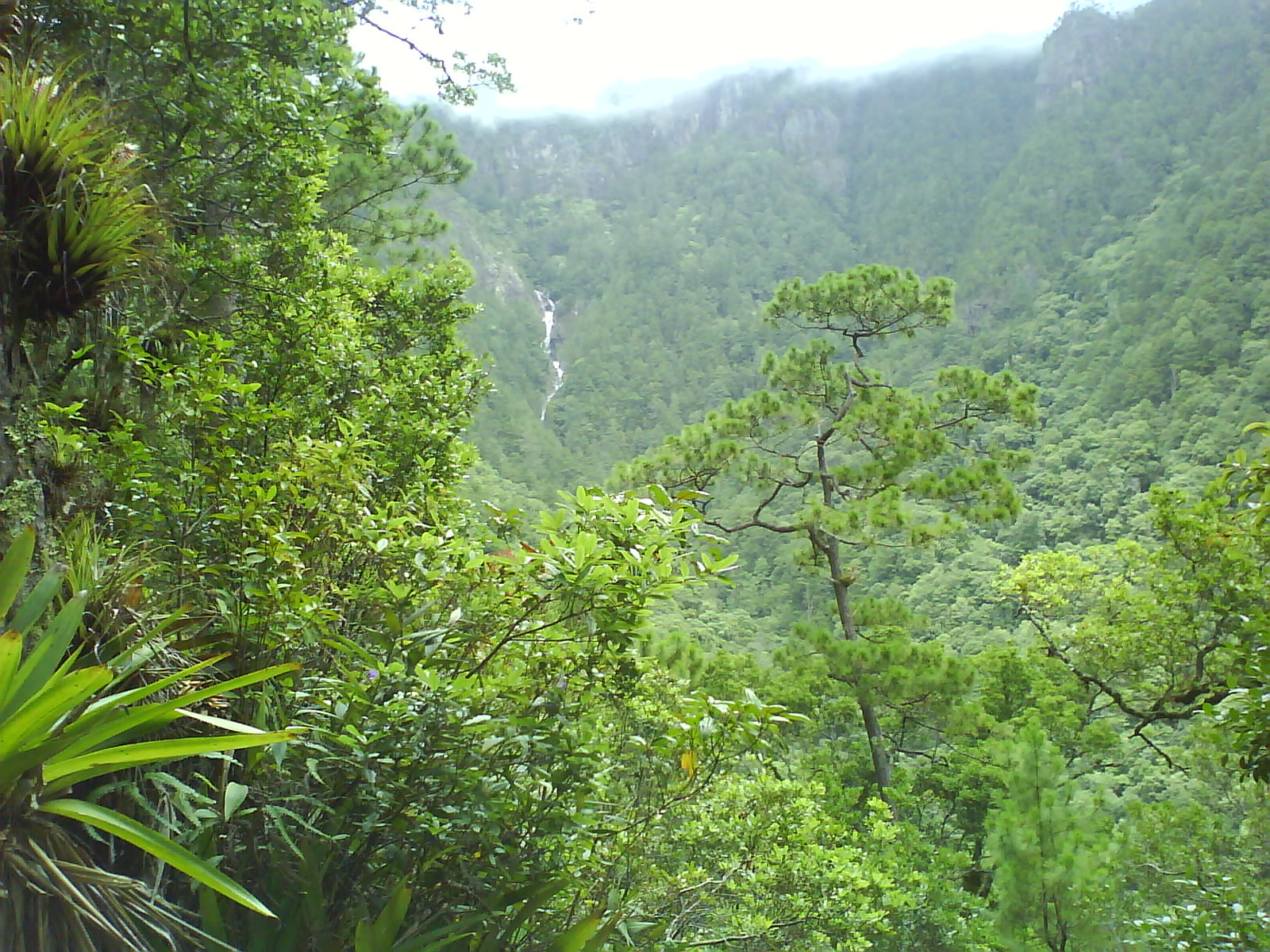
Tájkép
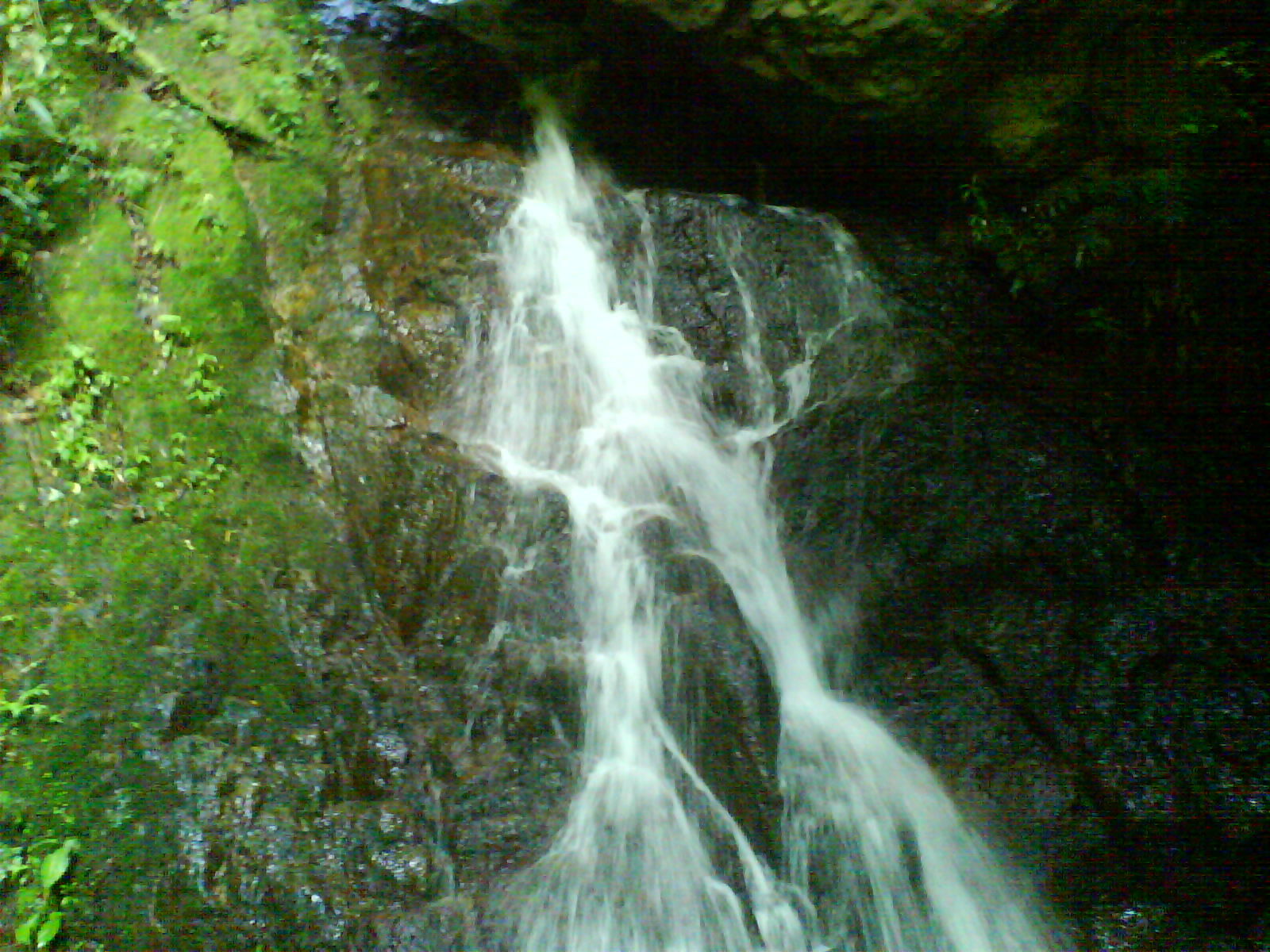
Vízesés